# Barra do Turvo
Barra do Turvo est une municipalité brésilienne de l'État de São Paulo et la Microrégion de Registro.

## Démographie
| Évolution de la population (municipalité) | Évolution de la population (municipalité) | Évolution de la population (municipalité) | Évolution de la population (municipalité) |
| Année                                     | Population                                |                                           | %±                                        |
| ----------------------------------------- | ----------------------------------------- | ----------------------------------------- | ----------------------------------------- |
| 1970                                      | 3 980                                     |                                           | —                                         |
| 1980                                      | 4 882                                     |                                           | 22,7%                                     |
| 1991                                      | 7 124                                     |                                           | 45,9%                                     |
| 2000                                      | 8 108                                     |                                           | 13,8%                                     |
| 2010                                      | 7 729                                     |                                           | −4,7%                                     |
| 2022                                      | 6 876                                     |                                           | −11,0%                                    |
| ,                                         |                                           |                                           |                                           |